# Фаустин Ґродзіцький
Фаустин Гродзіцький (іноді Францішек, пол. Grodzicki Faustyn; 15 лютого 1709, Велике князівство Литовське — після 1773) — єзуїт, математик, педагог часів Речі Посполитої та поділів Польщі. Вчитель Тадеуша Чацького.

## Життєпис
Один з 4-х єзуїтів XVIII століття Гродзіцьких. У 1726 році у Кракові став єзуїтом. У 1741—1743 роках навчав риторики у Львівській колегії єзуїтів як ксьондз. У 1743 році провінціал ордену Томаш Ліхтанський після ознайомлення з працею Станіслава Конарського «De emendandis eloquentiae vitiis» усунув його від викладання риторики (як представника із «зіпсутою вимовою») та запропонував йому організувати математичні студії на філософському відділі академічного колегіуму у Львові. У 1745 році разом з А. Мальчевським та К. Верушевським видали працю «Theatrum eloquentiæ illustrium», в якій захищали «стару школу» риторики, але безуспішно. У 1741—1749 роках був професором архітектури у львівських колегіумах; міг виготовити проект головного вівтаря для костелу єзуїтів у Львові. З 1749 року — професор кафедр математики колегіумів єзуїтів у Ярославі та Львові. У 1753—1758 роках — суперіор монастиря у Лащові, де у той час за його сприяння завершили будівництво костелу. У 1758—1762 роках — ректор колегіуму в Каменці. Від кінця 1767 року — місіонер у Порицьку.